# Ringspänne

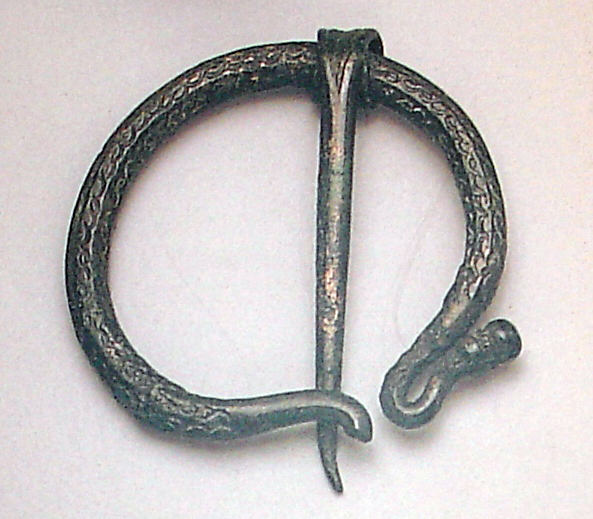
Romerskt ringspänne funnet i Julióbriga i nuvarande Spanien. Den vänstra bygeländans dekoration är avbruten.

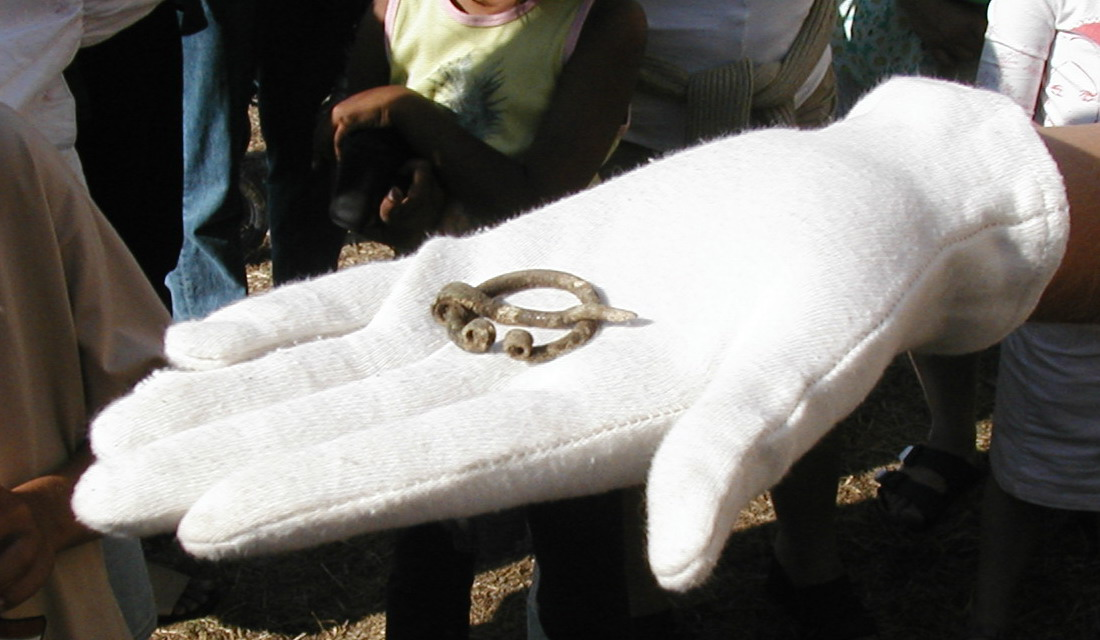
Vikingatida ringspänne funnet vid arkeologiska utgrävningarna i Fröjel. Daterad till 900-talet.

Ett ringspänne är en gjuten eller smidd dräktdetalj av metall. Ett ringspänne består vanligen av en öppen bygel, undantagsvis av en sluten ring, och en rörlig torne som sitter fäst vid bygeln eller ringen. Storlek och övrig utformning varierar kraftigt. Ringspännen med en längre nål, oftast avslutad i en spiral, kallas i stället Ringnålar. 
Ringspännen har använts sedan bronsåldern. Broscher som efterliknar ringspännen används i vissa svenska folkdräkter.

## Användning
Ringspännet används för att fästa ihop två eller flera lager av textil i dräkten; till exempel för att hålla ihop en mantel över axeln. Tornen kan endera stickas mellan trådarna i tyget eller så kan det finnas tränsade hål för tornen. En medeltida ringnål i silver med rester av tränsade hål har hittats i en kyrka i Leksand  men exempel på ringspännefynd med textilrester eller medeltida avbildningar av ringspännen var vanliga.
När ett ringspänne ska fästas i ett plagg vänds först spännet med framsidan mot plagget och tornen fälls ut. Tornen sticks genom de lager man vill fästa ihop och tillbaka upp på rätsidan igen. Bygeln fälls mot tornen och vrids så att tornens spets kan passera i bygelns hål. Tornen lyfts och bygeln vrids ytterligare så att tornens spets löper över bygelns vanligtvis lite kraftigare ändar. Om spännets storlek är väl avpassat till tygtjockleken sitter nu spännet rejält fast i och med att tyget håller ned tornen mot bygeln. De upprullade bygeländarna på ringspännet på den undre bilden bidrar också till att nålen inte glider tillbaka genom bygelns öppning.

## Ringspännen inom nutida kultur

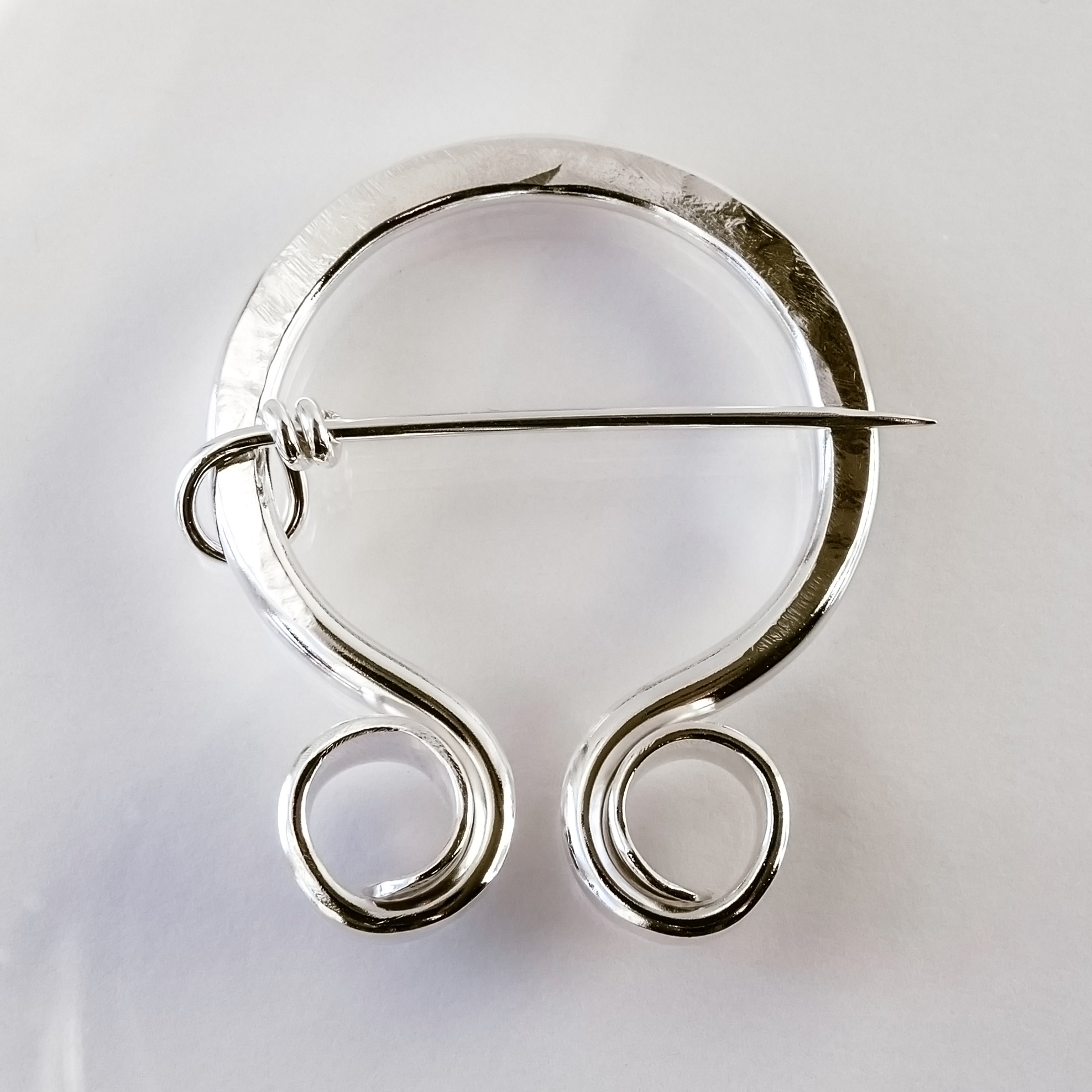
Ett modernt, nytillverkat ringspänne i silver

Den svenska lajvföreningen Lilla Gillet har ett ringspänne som symbol.